# Clara Mariahof
Het Clara Mariahof is een hofje in de plaats Dordrecht, in de Nederlandse provincie Zuid-Holland. 
Het hofje werd gebouwd in 1880 en werd vernoemd naar de derde vrouw en de dochter van de oprichter Marinus Kemp. Marinus Kemp (1830-1882) was de zoon van een koekenbakker en had zelf een bakkerswinkel op de Voorstraat. Uit zijn eerste huwelijk had hij een zoon Adrianus en een dochter Maria. In 1971 trouwde hij voor de derde maal met Clara Schaeffer. Marinus zette zich in de gemeenteraad in voor de minderbedeelden.
De Clara Mariahof is gelegen aan de Vrieseweg en is bereikbaar via een poort tussen de panden
Vrieseweg 109 en 113

## Het ontwerp
Het hofje telt 19 woningen van gepleisterd baksteen in drie blokken.  Zoals gebruikelijk voor 19de-eeuwse hofjeshuizen zijn ze heel eenvoudig uitgevoerd en bestaan uit een kamer, keuken met toilet en slaapkamer.

## De bewoners
Oorspronkelijk waren de huisjes bestemd voor in dienstbetrekking oud geworden ongehuwde vrouwen of weduwen. Jaarlijks kregen ze ook nog een gratificatie voor de aanschaf van brandstof. In zijn testament nam hij op dat het hof afgezonderd moest worden van de rest van zijn nalatenschap. Ook benoemde hij drie notabelen naast zijn zoon als regenten van het hof. De verhuurde huizen (eerst woningen, later winkelpanden) aan de straatkant vormen een bron van inkomsten voor het hof. 24 Oktober 1944 worden bij een bombardement de vier winkelpanden en de toegangspoort verwoest.  Deze werden na de oorlog herbouwd en opnieuw werden de winkelpanden en de er boven gelegen woningen een inkomstenbron voor het hofje. In 1959 melden de regenten dat de inkomsten onvoldoende waren om de kosten van het in stand houden van het hofje te dekken. Het hofje werd verkocht aan de gemeente Dordrecht en onder beheer gebracht van het Gemeentelijk Woning Bureau. In 1980 wordt besloten de huizen te renoveren en 20 jaar later wordt ook het binnenterrein opnieuw ingericht.